# Halowe Mistrzostwa Świata w Lekkoatletyce 1999 – skok wzwyż kobiet
Skok wzwyż kobiet – jedna z konkurencji rozgrywanych podczas halowych mistrzostw świata w lekkoatletyce w 1999, zmagania w niej odbyły się 5 marca.
Do konkursu zgłoszonych zostało 8 zawodniczek z 7 państw.
Zawody w tej konkurencji wygrała reprezentantka Bułgarii Christina Kałczewa. Drugą pozycję zajęła zawodniczka z Czech Zuzana Hlavoňová, trzecią zaś reprezentująca Stany Zjednoczone Tisha Waller.

## Wyniki
| Miejsce | Zawodniczka          | Państwo           | Wysokość (m) | Wysokość (m) | Wysokość (m) | Wysokość (m) | Wysokość (m) | Wynik | Uwagi |
| Miejsce | Zawodniczka          | Państwo           | 1,85         | 1,90         | 1,93         | 1,96         | 1,99         | Wynik | Uwagi |
| ------- | -------------------- | ----------------- | ------------ | ------------ | ------------ | ------------ | ------------ | ----- | ----- |
| 01 !    | Christina Kałczewa   | Bułgaria          | O            | XO           | XO           | O            | XO           | 1,99  | PB    |
| 02 !    | Zuzana Hlavoňová     | Czechy            | O            | O            | O            | O            | XXX          | 1,96  |       |
| 03 !    | Tisha Waller         | Stany Zjednoczone | O            | O            | O            | XXO          | XXX          | 1,96  | SB    |
| 4.      | Monica Iagăr         | Rumunia           | O            | O            | XO           | XXX          | –            | 1,93  |       |
| 5.      | Mária Melová         | Słowacja          | O            | XXO          | XO           | XXX          | –            | 1,93  |       |
| 6.      | Julija Lachowa       | Rosja             | O            | O            | XXX          | –            | –            | 1,90  |       |
| 7.      | Wiktorija Sieriogina | Rosja             | O            | XO           | XXX          | –            | –            | 1,90  |       |
| 8.      | Miki Imai            | Japonia           | O            | XXX          | –            | –            | –            | 1,85  |       |